# Ramularia rubella
Ramularia rubella is een schimmel behorend tot de Mycosphaerellaceae. De ascomycota van deze necrotrofe parasiet infecteren zuringsoorten. De infectie veroorzaakt roodachtige vlekken op bladeren. De rode kleur wordt veroorzaakt door de productie van rubellin, een fotodynamisch van antrachinon afgeleid fytotoxine. Ramularia rubella is oorspronkelijk beschreven aan de hand van een waarneming op paardenzuring (Rumex aquaticus).

## Naamgeving
De botanische naam werd gepubliceerd in 1861 door Hermann Friedrich Bonorden als Crocysporium rubellum. De soort werd in 1886 door Pier Andrea Saccardo overgebracht naar het geslacht Ramularia. Zijn huidige naam, erkend door Index Fungorum, werd in 1950 gegeven door John Axel Nannfeldt.

## Kenmerken

### Uiterlijke kenmerken
Op de plaatsen waar het mycelium van Ramularia rubella zich ontwikkelt, ontstaan min of meer ronde, hoekige en onregelmatige vlekken met een diameter van 1-20 mm op de bladeren van de planten. Eerst zijn ze lichtgroen, daarna steeds donkerder: geelachtig-oker, bruin, grijsbruin en ten slotte grijs. De rand van de vlekken is wazig, smal of breed, bruin, roodbruin tot paars van kleur. Het mycelium ontwikkelt zich in het parenchym in de bladeren. 

### Microscopische kenmerken
De hyfen zijn kleurloos, met septen, licht vertakt. Conidioforen in trossen, groeiend vanuit het mycelium door de huidmondjes van de bladeren. Ze zijn rechtopstaand, lang, draadachtig, bijna cilindrisch, gebogen, golvend, soms vertakt. Ze zijn 40 tot 150 μm lang en 2 tot 6 μm breed. Ze zijn kleurloos, met of zonder scheidingswanden, gladwandig. Conidia staan afzonderlijk. Ze zijn kleurloos, ovaal, met afmetingen (10) 15–35 × 6–12 μm, zonder septen, slechts zeer zelden met één septum. Ze hebben een glad of bijna glad oppervlak en een afgeronde bovenkant.

## Verspreiding
Het heeft een breed geografisch verspreidingsgebied. Het komt voor in Europa, Noord-Amerika, Nieuw-Zeeland en er zijn enkele waarnemingen bekend uit Azië. In Nederland komt het uiterst zeldzaam voor.

## Waardplanten
Het is bekend van de volgende waardplanten :
- Persicaria hydropiper (Waterpeper)
- Rumex acetosa (Veldzuring)
- Rumex acetosella (Schapenzuring)
- Rumex alpinus
- Rumex aquaticus (Paardenzuring)
- Rumex confertus
- Rumex conglomeratus (Kluwenzuring)
- Rumex crispus (Krulzuring)
- Rumex hydrolapathum (Waterzuring)
- Rumex hymenosepalus
- Rumex longifolius
- Rumex maritimus (Goudzuring)
- Rumex obtusifolius (Goudzuring)
- Rumex palustris (Moeraszuring)
- Rumex patientia (Spinaziezuring)
- Rumex pulcher
- Rumex sanguineus (Bloedzuring)
- Rumex scutatus (Spaanse zuring)
- Rumex stenophyllus

## Vergelijkbare soorten
Een bladvlek op zuring kan ook door andere schimmelsoorten worden veroorzaakt, zoals Ramularia pratensis en Ramularia rumicis.